# Marek Dobeš
Marek Dobeš (* 14. února 1971 Praha) je český herec, režisér, producent a scenárista.

## Život
Vystudoval Fakultu sociálních věd Univerzity Karlovy.
Několik let pracoval jako publicista se zaměřením na audiovizi v nakladatelstvích Cinema. Přispíval do časopisů Kino, VideoPlus, Cinema a Kinorevue, následně jako redaktor pro pořad Kinobox Petra Vachlera. Specializoval se na interview - rozhovory s osobnostmi ze světa filmu: Jiří Menzel, David Lynch, Christopher Walken, Salma Hayeková, Lucy Liu, Rutger Hauer, Christopher Lee, Chuck Norris, hudby: Lemmy Kilmister, David Bowie, Alice Cooper, Rob Halford aj.   
Coby scenárista, režisér a producent debutoval krátkometrážním filmem Byl jsem mladistvým intelektuálem, který koprodukoval s Českou televizí, tvůrčí skupinou Čestmíra Kopeckého. Ve spolupráci s ČT pokračoval námětem a scénářem třináctidílného televizního seriálu Místo nahoře. Napsal scénář filmu Kajínek a původní scénář historického velkofilmu Jan Žižka. Jako režisér natočil mnoho krátkých filmů a dva filmy celovečerní, které též produkoval – zombie komedii o hledání smyslu života Choking Hazard s Jaroslavem Duškem, Janem Dolanským nebo Ondřejem Neffem v hlavních rolích, který byl ve světové premiéře uveden v New Yorku na prestižní přehlídce Tribeca Film Festival a černou komedii Ďáblova sbírka, která čeká na uvedení.
Pro Českou televizi natočil dokumentární film Cesta na Měsíc, následoval dokumentární seriál z historie české kopané pro Fotbalovou asociaci české republiky a ČT sport s názvem Česká fotbalová mašina.
Dramaturgicky se podílel na projektech České televize Rozsudek a úvodním nastavení seriálu o české armádě Provedu.
Je autorem množství povídek napsaných pro sci-fi měsíčník Ikarie, později XB-1 a Pevnost. S Lucií Lukačovičovou napsal román pro děti a mládež Vánoční příběh. Aktuálně[kdy?] dokončil autorský celovečerní projekt Ďáblova sbírka.

### Rodina
Matka Bohumila Dobešová rozená Žďárská byla vedoucí prodejny květin, otec Bohumil Dobeš byl projektant. Z matčiny strany původně zemanský rod, děd Bohumil Žďárský, hoteliér. Z otcovy strany selský rod, děd Alois Dobeš, moravský statkář. Sestra Veronika Dobešová Žbelová.

## Dílo
První komediální povídky psal už na základní škole. Po dvouleté epizodě na ekonomické nástavbě Obchodní Akademie Vinohradská, která ho přivedla do Klubu přátel vědecké fantastiky R.U.R v blízkém Radiopaláci, se díky změně režimu mohl přihlásit na vysokou školu, kterou dokončil roku 1999 s titulem magistr sociálních věd. Ještě při studiu na gymnáziu napsal svou první později uveřejněnou sci-fi povídku Lovci mozků. 
Pracoval několik let jako novinář se specializací na audiovizi, aby se záhy prosadil ve filmové a TV oblasti coby scenárista, režisér a producent. Realizoval množství videoklipů včetně 3D klipu k padesátému výročí existence skupiny Olympic - My už jiný nebudem. V této oblasti pracoval i pro zahraniční interprety a skupiny jako RAGE - 21, ALMANAC - Losing My Mind, živé DVD ex-zpěváka Iron Maiden Blaze Bayley: Live in Prague 2014). Režíroval i produkčně zajistil reklamní spoty pro společnosti jako Philips, nebo ZP MV ČR.
Pracoval jako redaktor festivalového deníku několika ročníků Mezinárodního filmového festivalu Karlovy Vary. Za vedení Fera Feniče byl dva roky součástí dramaturgických sekcí Mezinárodního filmového festivalu Praha – FEBIOFEST.   
Stál u zrodu natolik rozdílných projektů jako je seriál Místo nahoře, nezávislá celovečerní komedie Choking Hazard nebo historický velkofilm Jan Žižka. 

## Filmografie

### Režie
- 2024 Ďáblova sbírka
- 2021 Česká fotbalová mašina (seriál)
- 2020 Dvojhra - Shyby (krátký film)
- 2015 Cesta na Měsíc (dokument z cyklu České televize Náš venkov)
- 2015 Konvoj Suchý vrch (dokument)
- 2014 FIE 100 (dokument)
- 2014 V opilosti – Válka (krátký film)
- 2013 Kajínek: Zpověď (dokument)
- 2012 Kajínek: Zločin a trest? (dokument)
- 2010 Spider-Vert (krátký film)
- 2010 Film o filmu: Kajínek (TV film
- 2009 Woman’s Day (krátký film)
- 2005 To nevymyslíš ! - Vnuk je tramp (TV seriál)
- 2003 Interview (krátký film)
- 2004 Choking Hazard
- 2001 Explicitní důkaz (krátký film)
- 2001 The Executioner (krátký film)
- 1998 I Was a Teenage Intellectual (Byl jsem mladistvým intelektuálem)

### Scénář
- 2024 Nelítostně
- 2023 Sni dál (divadelní hra)
- 2023 Ďáblova sbírka
- 2022 Jan Žižka (původní scénář filmu)
- 2015 Cesta na Měsíc (dokument)
- 2010 Kajínek
- 2009 Woman’s Day (video film)
- 2007 O život
- 2006 Místo v životě (TV seriál)
- 2002 Interview (video film)
- 2001 The Executioner (video film)
- 2001 Místo nahoře (TV seriál)
- 2001 Explicitní důkaz (video film)
- 1998 Byl jsem mladistvým intelektuálem (krátký film)

## Literární tvorba

### Romány
- 2013 Vánoční příběh (spoluautor Lucie Lukačovičové)

### Povídky
- 2025 Copan a Zlo nad Kotlinkou Yog-Sothoth (XB-1FANS)
- 2025 Hlas mrtvého (interkom)
- 2024 Ropušnice lahodné chuti (Pevnost)
- 2024 Soňa, Jürgen, Walt a stáze (XB-1FANS)
- 2024 Švejk - pokračování románu Jaroslava Haška Osudy dobrého vojáka Švejka za světové války (Krajské listy)

- 2024 Covid Wars II: St. Sin (Krajské listy)
- 2024 Covid Wars II: Fluid druid (Krajské listy)
- Covid Wars II: Tahlecta saze (Krajské listy)
- 2024 Covid Wars II: Vodoléčba (Krajské listy)
- 2024 Covid Wars II: Rozhlas po drátě (Krajské listy)
- 2024 Covid Wars II: Žrnění (Krajské listy)
- 2024 Kapna, požíračka světů (Pevnost)
- 2023 MULTIVERCZ (Krajské listy)
- 2023 Dálnice do iracionality (Pevnost)
- 2023 Covid Wars: Zpátky na značky (XB-1)
- 2023 Covid Wars: UFO nad bojištěm (XB-1)
- 2023 Covid Wars: Globální oteplování (XB-1)
- 2023 Covid Wars: Hybridní válka (XB-1)
- 2023 Covid Wars: Nechť kostely vzlétnou (XB-1)
- 2022 Covid Wars: Únos nevěsty (XB-1)
- 2021 R. U. R. talk show (XB-1)
- 2021 Pícovníci Slunce (XB-1)
- 2020 Lovci mozků (XB-1)
- 1999 Je dobré být mrtvý (spoluautor Jiřího Pavlovského) (antologie Je dobré být mrtvý)
- 1999 Pokaždý je to stejný (spoluautor Jiřího Pavlovského) (antologie Rigor Mortis)
- 1999 Dluhy se také splácejí (spoluautor Jiřího Pavlovského (antologie Je dobré být mrtvý)